# Équipe du Sénégal de football à la Coupe d'Afrique des nations 1968
L’équipe du Sénégal de football participe à la Coupe d'Afrique des nations 1968 organisée en Éthiopie en janvier 1968. Les Lions, pour leur deuxième participation à la phase finale de l'épreuve, sont éliminés au premier tour.

## Qualifications
Le Sénégal participe à sa deuxième campagne de qualifications pour la CAN, après celle de 1965. Il est placé dans le groupe de la zone 1, avec les voisins de la Guinée et du Liberia.
La Guinée et le Sénégal terminent en tête du groupe avec une égalité parfaite (nombre de points, différence de buts). Pour les départager, un match d'appui est organisé à Dakar en novembre 1967. Il est remporté par les Sénégalais (2-1).
| Rang | Équipe  | Pts | J | G | N | P | Bp | Bc | Diff |  | Résultats (▼ dom., ► ext.) |     |     |     |
| ---- | ------- | --- | - | - | - | - | -- | -- | ---- |  | -------------------------- | --- | --- | --- |
| 1    | Sénégal | 5   | 4 | 2 | 1 | 1 | 9  | 6  | +3   |  | Sénégal                    |     | 4-1 | 4-1 |
| 1    | Guinée  | 5   | 4 | 2 | 1 | 1 | 9  | 6  | +3   |  | Guinée                     | 3-0 |     | 3-0 |
| 3    | Liberia | 2   | 4 | 0 | 2 | 2 | 4  | 10 | -6   |  | Liberia                    | 1-1 | 2-2 |     |

| 25 février 1967 | Guinée | 3 - 0 | Sénégal |  |  |
|                 |        |       |         |  |  |

| 19 mars 1967 | Sénégal | 4 - 1 | Guinée |  |  |
|              |         |       |        |  |  |

| 9 avril 1967 | Liberia | 1 - 1 | Sénégal |  |  |
|              |         |       |         |  |  |

| 2 juillet 1967 | Sénégal                       | 4 - 1 | Liberia     |  |  |
|                | Gomis · Gueye · Paye · Thioye |       | But inscrit |  |  |

| Match d'appui    | Sénégal | 2 - 1   | Guinée |  |  |
| 22 novembre 1967 |         | (2 - 1) |        |  |  |

## Préparation
Entre la fin des matchs de qualification et la phase finale, le Sénégal dispute un seul match amical. Il s'impose à domicile face au Mali (2-1) en septembre 1967.

## Compétition

### Tirage au sort
Le Sénégal est placé dans le groupe B, basé à Asmara, en compagnie du Congo, du Congo Kinshasa et du Ghana.

### Premier tour
| Rang | Équipe         | Pts | J | G | N | P | Bp | Bc | Diff |
| ---- | -------------- | --- | - | - | - | - | -- | -- | ---- |
| 1    | Ghana          | 5   | 3 | 2 | 1 | 0 | 7  | 4  | +3   |
| 2    | Congo Kinshasa | 4   | 3 | 2 | 0 | 1 | 6  | 3  | +3   |
| 3    | Sénégal        | 3   | 3 | 1 | 1 | 1 | 5  | 5  | 0    |
| 4    | Congo          | 0   | 3 | 0 | 0 | 3 | 2  | 8  | -6   |

| 12 janvier 1968                                                                    | Ghana               | 2 - 2                                                                          | Sénégal                   | Nigiste Saba Meda, Asmara         |                                   |
|                                                                                    | Kofi 63e · Mfum 87e | (0 - 1)                                                                        | 10e Diongue · 65e Y. Diop | Arbitrage : Mohamed Diab Al Attar | Arbitrage : Mohamed Diab Al Attar |
| Mensah, Crentsil, Eshun, Odametey, Kusi, Sunday, Acquah, Kofi, Odoi, Mfum, Stevens | Équipes             | Thiam, Diagne, Dieng, Mbaye, Gueye, Camara, Gomis, Ndiaye, Paye, Diop, Diongue |                           | Arbitrage : Mohamed Diab Al Attar | Arbitrage : Mohamed Diab Al Attar |

| 14 janvier 1968 | Sénégal                  | 2 - 1   | Congo       | Nigiste Saba Meda, Asmara       |                                 |
|                 | Y. Diop 27e · Diouck 86e | (1 - 1) | 31e Foutika | Arbitrage : Ahmed Rajab Kisekka | Arbitrage : Ahmed Rajab Kisekka |

| 16 janvier 1968                                                                                  | Congo Kinshasa           | 2 - 1                                                                           | Sénégal | Nigiste Saba Meda, Asmara   |                             |
|                                                                                                  | Mantantu · Tshimanga pen |                                                                                 | Diouck  | Arbitrage : Seyoum Tarekegn | Arbitrage : Seyoum Tarekegn |
| Kazadi, Bilengi, Tshimanga, Katumba, Mukombo, Kabamba, Muwawa, Kembo, Kasongo, Kidumu, Mungamuni | Équipes                  | Thiam, Diagne, Dieng, Mbaye, Gueye, Camara, Gomis, Paye, Diongue, Diouck, Diop. |         | Arbitrage : Seyoum Tarekegn | Arbitrage : Seyoum Tarekegn |

### Statistiques

#### Buteurs
| Buts | Joueurs         | Adversaires          |
| ---- | --------------- | -------------------- |
| 2    | Yatma Diop      | Ghana Congo          |
| 2    | Yatma Diouck    | Congo Congo Kinshasa |
| 1    | Mohamed Diongue | Ghana                |